# Сегариу
Сегарѝу (на италиански и на сардински: Segariu) е село и община в Южна Италия, провинция Южна Сардиния, автономен регион и остров Сардиния. Разположено е на 129 m надморска височина. Населението на общината е 1315 души (към 2010 г.).